# شهرستان خورگس
شهرستان خورگس (به اویغوری: 	قورغاس ناھىيىسى، به قزاقی: قورعاس اۋدانى)شهرستان هووچنگ (به چینی: 霍城县، به پین‌یین: Huòchéng Xiàn) یک شهرستان در چین است که در ولایت خودمختار ایلی قزاق واقع شده‌است.
در مارس ۲۰۱۵ میلادی، بخش‌هایی از این شهرستان جدا شده و شهر جدیدی تحت کنترل ارگان بینگتوان و تابع مستقیم منطقه خودمختار با نام شهر کوکدالا تاسیس شد.

## جمعیت
| ترکیب قومیتی شهرستان خورگس | ترکیب قومیتی شهرستان خورگس | ترکیب قومیتی شهرستان خورگس | ترکیب قومیتی شهرستان خورگس | ترکیب قومیتی شهرستان خورگس |
| -------------------------- | -------------------------- | -------------------------- | -------------------------- | -------------------------- |
| قومیت                      | قومیت                      |                            | درصد                       | درصد                       |
| هان                        | هان                        |                            | ۳۳٫۶٪                      | ۳۳٫۶٪                      |
| اویغور                     | اویغور                     |                            | ۲۶٫۸٪                      | ۲۶٫۸٪                      |
| هوئی                       | هوئی                       |                            | ۲۳٫۸٪                      | ۲۳٫۸٪                      |
| قزاق                       | قزاق                       |                            | ۹٫۰٪                       | ۹٫۰٪                       |
| شیبه                       | شیبه                       |                            | ۰٫۴٪                       | ۰٫۴٪                       |
| مغول                       | مغول                       |                            | ۰٫۲٪                       | ۰٫۲٪                       |
| قرقیز                      | قرقیز                      |                            | ۰٫۱٪                       | ۰٫۱٪                       |
| ازبک                       | ازبک                       |                            | ۰٫۱٪                       | ۰٫۱٪                       |
| منجو                       | منجو                       |                            | ۰٫۱٪                       | ۰٫۱٪                       |
| روس                        | روس                        |                            | ۰٫۱٪                       | ۰٫۱٪                       |
| سایر                       | سایر                       |                            | ۵٫۸٪                       | ۵٫۸٪                       |
| منبع سرشماری جمعیت :       |                            |                            |                            |                            |